# Петар Цвејић
Петар Цвејић (Београд, 16. фебруар 1935 – Београд, 23. август 2001) био је српски и југословенски позоришни, филмски и телевизијски редитељ и глумац. 

## Биографија
Рођен у Београду 1935. Завршио Шесту београдску гимназију. Апсолвирао Правни факултет, упоредо студирао германистику на Филолошком факултету Београдског универзитета. Балетски студио завршио код професорице Марине Олењине, 1975–1961. У Атељеу 212, зграда "Борбе", 1957. сусреће Миру Траиловић, која ће постати његов позоришни ментор. Као асистент режије ради с њом, у континуитету, неколико сезона у новој згради Атељеа 212, од 1965. Сарађује с редитељима Матом Милошевићем, др Јованом Коњовићем, Сојом Јовановић, Миленком Маричићем, које сматра својим позоришним учитељима. Сарадња са Сојом Јовановић у Атељеу 212 ће се продужити на филму, 1968, где ће низ година деловати као асистент режије у домаћим филмовима као и у копродукцијама. Посебно је за Цвејића значајан рад с редитељем Сиднијем Полаком, 1970. на филму Чувари замка. Од 1974. у сталном је статусу ТВ редитеља на Београдској телевизији. Као ТВ редитељ огледао се у готово свим ТВ жанровима режирајући преко 600 ТВ продукција. Најпре је радио као редитељ Школског програма с уредником Чедомиром Мирковићем, а од 1989. је у Редакцији за културу, где остварује креативну сарадњу с Предрагом Перишићем, а потом и с Владимиром Арсићем. Радио је многобројне ТВ преносе представа са БИТЕФ-а. Режирао серију Коцка коцка, коцкица, 1979–1980; филм Повратак у Сирогојно, 1980; Запис о Хофмановим причама, с кореографом Питером Дарелом; као помоћни редитељ сарађује са Александром Ђорђевићем на реализацији серије Отписани, 1972; и Здравком Шотром на серији Више од игре, 1974; режирао бројне књижевне портрете (Стеван Раичковић, Иван В. Лалић, Љубомир Симовић и др.); филм Кармен 83, 1983; серију емисија из културе Метрополис, 1994–1997; Колективне сенке, уредника Владимира Арсића и др. 1997. режирао је ТВ драму Слободана Стојановића Расте трава, која је с успехом приказана на промотивном Фестивалу ТВ драме, 1997. у Врњачкој Бањи.

## Филмографија
| Год.  | Назив             | Улога      |
| ----- | ----------------- | ---------- |
| 1988. | Срећни ходочасник | супервизор |
| 1977. | Више од игре      | Белемез    |
| 1975. | Отписани          | гестаповац |
| 1968. | ТВ Театар         | Хуан       |
| 1968. | Пусти снови       |            |

### Режија
- 1978–1979 − Коцка, коцка, коцкица
- 1982− ТВ Театар
- 1997 − Расте трава
- 1998 – Досије 128
- 1999 − Кактуси и руже
- 2000 − Проналазачи